# (95760) Protezionecivile
(95760) Protezionecivile est un astéroïde de la ceinture principale.

## Nom
L'objet est nommé d'après la Protection civile en Italie.